# Postnoon
Postnoon is een Engelstalig dagblad uitgegeven in de Indiase stad Haiderabad, de hoofdstad van de deelstaat Telangana. De krant wordt gepubliceerd door Scribble Media en kwam voor het eerst uit op 14 juli 2011. Het is de eerste krant in Haiderabad in tabloid-formaat en ook de eerste Engelstalige krant die er in de middag uitkomt, rond 15.00 uur. De krant wordt gedrukt in kleur en heeft 32 pagina's.